# Pallagrello
Pallagrello è il nome tradizionalmente attribuito a due vitigni (uno Pallagrello Nero a bacca nera, l'altro Pallagrello Bianco a bacca bianca) autoctoni della provincia di Caserta.
Nel dialetto locale, pallarello significa infatti "rotondetto", con riferimento agli acini del grappolo, che hanno forma piccola e tonda.

## Storia

Epigrafe del Pallagrello di Monticello voluta da Ferdinando IV il 30 marzo del 1775

Originario della località "Monticello" nel comune di Piedimonte Matese (origine attestata da un'epigrafe ancora apposta in questa località, realizzata per volere di Ferdinando IV di Borbone il quale impediva categoricamente ai non autorizzati di attraversare i 27 moggi di vigna di pallagrello). L'epigrafe risalente al 1775 ha incise le seguenti parole  “ Ferdinando IV di Borbone, per grazia di Dio re delle Due Sicilie, fa noto a tutte e qualsivoglia persone di qualunque grado e condizione sia, che da oggi, non ardiscano né presumano di passare né ripassare per dentro la masseria di moggia 27 circa vitata. Sita nella città di Piedimonte nel luogo detto Monticello tanto di notte quanto di giorno con lume o senza, né a piedi né a cavallo né con carretti o some, sotto pena di ducati 50 ”. Famosissimo sino a tutto l'Ottocento, se ne traeva uno dei vini favoriti dai Borbone. Questi, che lo tenevano in gran conto, lo offrivano come regalo di pregio ai propri ospiti e lo includevano, con il nome di "Piedimonte rosso" (dalla zona pedemontana del Matese da cui origina e dal nome del comune ove più consistente insiste la produzione: Piedimonte Matese, già Piedimonte d'Alife), tra i vini presenti nei menu e nelle carte dei vini per le grandi occasioni, accanto ai più titolati vini francesi.
Le infestazioni di oidio e fillossera dei primi anni del Novecento, assieme alla decadenza sociale e politica delle regioni meridionali (ed al contemporaneo sviluppo industriale dell'agricoltura e dell'enologia piemontese e toscana), ne decretarono una veloce scomparsa ed un sostanziale oblio nonostante le indubbie qualità ampelografiche. Rimaneva essenzialmente come uva da taglio nelle vigne dei contadini delle zone di produzione, sovente confuso con la Coda di Volpe o con cloni di Aglianico rinvenibili nell'area.
È dalla metà degli anni novanta che ne è iniziata la valorizzazione, anche a scopo commerciale, soprattutto grazie all'intuito e agli sforzi di due avvocati casertani, Alberto Barletta e Giuseppe Mancini.